# Utricularia biloba
Espèce
Classification phylogénétique
Synonymes
- Nelipus biloba (R. Br.) Raf.[1]
- Utricularia baueri R. Br.[1]
- Utricularia lawsonii F.E. Lloyd[1]

Statut de conservation UICN

 LC  : Préoccupation mineure
Utricularia biloba est une espèce de plantes à fleurs du genre des utriculaires et de la famille des Lentibulariaceae. C'est une plante carnivore originaire d'Australie.

## Histoire et étymologie
La plante a été décrite par Robert Brown en 1810. Son épithète spécifique, biloba, vient du latin et fait allusion à la forme de la corolle, partagée en deux lobes.

## Description
- Taille : plante de 20 cm de haut, l'inflorescence comprise.
- Climat : tropical à tempéré, humide à subhumide.
- Aire naturelle : Australie: Queensland (région de Brisbane), Nouvelle-Galles du Sud (Sud-Est, au sud de Sydney).
- Plante terrestre ou subaquatique, vivace.
- Feuilles en lanières filiformes de 3 cm de long, les proies sont capturées par des utricules de 1,5 mm de long.
- Fleurs bleu-violet.

## Mode de culture
- Substrat : 70 % de tourbe blonde, 20 % de sable, 10 % de perlite.
- Lumière : plein soleil
- Humidité : en période de croissance le sol est maintenu humide, en laissant la base du pot baigner dans un fond d'eau. Pendant le repos hivernal, maintenir le sol humide sans laisser d'eau dans la soucoupe. Hygrométrie entre 50 et 70 %
- Température : 10 à 15 °C l'hiver, 20 à 35 °C l'été.
- Croissance : printemps, été, automne.
- Multiplication : semis à l'automne, division de touffes au printemps.
- Parasites et maladies : principalement les pucerons.